# Morlaix
Morlaix (Bretonă: Montroulez) este un oraș în vestul Franței, sub-prefectură a departamentului Finistère din regiunea Bretania.

## Personalități născute aici
- Alfred Beau (1829 - 1907), artist plastic.